# Свети Георги (Лески)
Вижте пояснителната страница за други значения на Свети Георги.
„Свети Георги“ е възрожденска църква край неврокопското село Ново Лески, България, част от Неврокопската епархия на Българската православна църква.

## Местоположение
Църквата е разположена в старото село Лески, напуснато в 1927 година, и е единствената оцеляла сграда от него.

## История
Построена е в началото на XIX век. Обявена е за паметник на културата. Иконостасните икони датират от XVII, XVIII и XIX век. Балдахинът над престола в олтара е изящно резбован. В църквата са първите известни подписани творби на иконописеца Серги Георгиев от 1842 година. Иконата на Свети Георги е подписана „Рука Стергюва Георгювъ“. Има и негови произведения от 1873 и 1878 година.